# Meshell Ndegeocello
Meshell Ndegeocello  (Berlijn, 29 augustus 1968) is een Amerikaanse zangeres, singer-songwriter, rapper en bassist. Op haar cd's bespeelt ze ook andere instrumenten, maar tijdens concerten speelt ze vooral de basgitaar.

## Naam

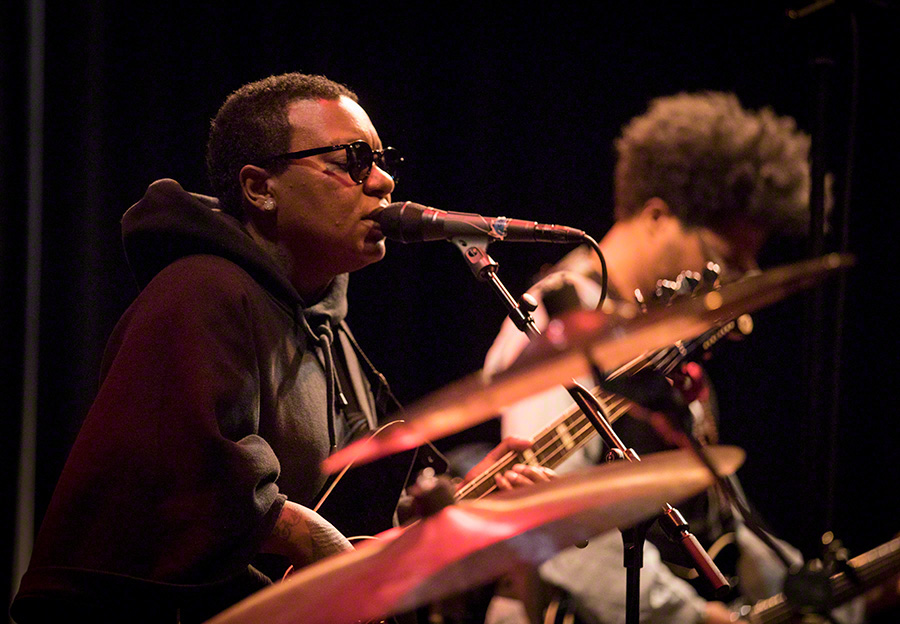
Ndegeocello (Oslo, 2016)

Meshell Ndegeocello is geboren als Michelle Lynn Johnson in Berlijn en opgegroeid in Washington D.C.. Haar vader was in het begin van Ndegeocello's levensjaren gestationeerd in het leger in Duitsland en speelt saxofoon. Haar moeder is hulpverleenster.
Ndegeocello heeft in haar carrière de spelling van haar artiestennaam een aantal keren veranderd. Meshell Ndegeocello wordt uitgesproken als Mee-shell N-DEH-gay-o-chel-o. Vroege persingen van de cd "Plantation Lullabies" zijn bestickerd met deze instructies. De juiste spelling van haar artiestennaam is nu Meshell Ndegeocello, zonder de aanhalingstekens of ongebruikelijke hoofdletters. In het Swahili betekent Ndegeocello volgens haarzelf "zo vrij als een vogel".

## Carrière
In Washington D.C. volgde Ndegeocello de Duke Ellington School of the Arts en de Oxon Hill High School. In de jaren negentig verhuisde ze naar New York en maakte ze een demo op haar slaapkamer, die bij de platenmaatschappij Maverick van Madonna terechtkwam. Het was een van de eerste albums die Maverick uitbracht.
Ndegeocello speelde eind jaren tachtig bij de bands Prophecy en Little Bennie and the Masters. Tot 1992 speelde ze een korte tijd bij de band Living Colour om geld te verdienen voor haar zoon Askia. Daarna ging ze solo en bracht ze haar debuut-album Plantation Lullabies uit. Een thema op dit album is androgynie. Veel liedjes die ze schrijft en zingt gaan over taboe-onderwerpen als homofobie, seks en racisme. Zelf is ze biseksueel.
Haar grootste hit was een duet met John Mellencamp, de coverversie van Van Morrisons Wild Night. Deze bereikt de derde plaats in de Britse Billboard Charts. Haar enig andere Britse Billboard Hot 100-hit naast Wild Night was If That's Your Boyfriend (He Wasn't Last Night), dat in 1994 op 73 kwam. Ook had ze in 1996 een dance nummer één-hit met de cover Who Is He (and What Is He To You?) van Bill Withers. Daarnaast is ze te horen op het album Bedtime Stories van Madonna.
Haar muziek is gebruikt in een aantal soundtracks voor films, waaronder How Stella Got Her Groove Back, Lost & Delirious, Batman & Robin, Love Jones, Love & Basketball, Talk To Me, Tyler Perry's Daddy's Little Girls, The Best Man, Higher Learning en Down in the Delta.
Ndegeocello werkt veel samen met andere artiesten, bijvoorbeeld met Basement Jaxx, Indigo Girls en The Blind Boys of Alabama. Op het album Bridges to Babylon van The Rolling Stones uit 1997 speelde ze basgitaar in het nummer Saint Of Me. Ook speelde ze op het album Under Rug Swept van Alanis Morissette uit 2002. In de film Standing In The Shadows Of Motown uit 2003 is ze te zien en te horen in coverversies van een aantal Motown-hits met The Funk Brothers. In het nummer Poetry van Roy Hargrove's RH Factor speelt ze basgitaar.
De bekendste bijdrage aan het muzikale succes van anderen is het nummer Rush Over, dat ze met bassist Marcus Miller voor zijn cd Tales schreef en zong. Ndegeocello speelde ook een synthesizersolo op dit nummer. Ze heeft ook samengewerkt met de groep Zap Mama op het album Recreation (2009). Hier speelde zij basgitaar op het nummer African Diamond.
Voor haar album Pour une ame souveraine (For a sovereign soul) - een eerbetoon aan Nina Simone - nodigde Ndegeocello een aantal muzikanten uit, zoals Sinéad O'Connor, Lizz Wright, Valerie June en Toshi Reagon. In 2014 zong ze een nummer voor het album Dim Division van Miguel Migs.

## Trivia
- Ndegeocello is de eerste vrouw op de cover van het Amerikaanse blad Bass Player Magazine.[bron?]
- Haar debuut-album kreeg drie Grammy Award-nominaties.
- Het merk Reverend heeft in samenwerking met Meshell een signature basgitaar ontwikkeld: de Meshell Ndgeocello Fellowship bass.[1]

## Discografie

### Albums
- 1993 - Plantation Lullabies (Maverick Records)
- 1996 - Peace Beyond Passion (Maverick)
- 1999 - Bitter (album)|Bitter (Maverick)
- 2002 - Cookie: The Anthropological Mixtape (Maverick)
- 2003 - Comfort Woman (Maverick)
- 2005 - The Spirit Music Jamia: Dance of the Infidel (Shanachie Records)
- 2007 - The World Has Made Me the Man of My Dreams (EmArcy Records)
- 2009 - Devil's Halo (Downtown Records)
- 2011 - Weather (Naïve)
- 2012 - Pour une âme souveraine (“For a sovereign soul”) (Naïve)
- 2014 - Comet, come to me (Naïve)
- 2018 - Ventriloquism (Naïve)
- 2023 - The Omnichord Real Book (Blue Note)
- 2024 - Red Hot & Ra: The Magic City (Red Hot Organization)
- 2024 - No More Water: The Gospel of James Baldwin (Blue Note)

### Ep's
- 2006 - The Article (EmArcy)

- Bibsys: 7009404
- Bibliothèque nationale de France: cb13962555h (data)
- Gemeinsame Normdatei: 134086252
- International Standard Name Identifier: 0000 0000 7839 3845
- Library of Congress Control Number: no97057878
- MusicBrainz: 55a8b485-1cbf-47ee-ae15-d106200fafe8
- Nationale Bibliotheek van Tsjechië: xx0028458
- Nederlandse Thesaurus van Auteursnamen: 238569454
- SNAC: w6vc2dv9
- Système universitaire de documentation: 162139373
- Virtual International Authority File: 50434439
- WorldCat: E39PBJB8pDBc63mHGKPD3YvJXd

1. ↑  Meshell Ndegeocello Fellowship bass, Reverend Guitars